# Холмисте
Холми́сте — селище Макіївської міської громади Донецького району Донецької області, Україна. Населення становить 196 осіб. Відстань до Макіївки становить близько 16 км і проходить автошляхом місцевого значення.

## Населення

### Мова
Розподіл населення за рідною мовою за даними перепису 2001 року:
| Мова       | Кількість | Відсоток |
| ---------- | --------- | -------- |
| російська  | 156       | 79.59%   |
| українська | 40        | 20.41%   |
| Усього     | 196       | 100%     |

За даними перепису 2001 року населення селища становило 196 осіб, із них 20,41% зазначили рідною мову українську, та 79,59% — російську.